# La mejor versión de mí
La mejor versión de mí è un singolo della cantante dominicana Natti Natasha, pubblicato il 14 febbraio 2019 su etichetta discografica Pina Records come quinto estratto dal suo album di debutto Iluminatti. È stato scritto dal cantante e compositore Joss Favela. Il 3 ottobre 2019 è stato pubblicato un remix in versione bachata con il cantante Romeo Santos.

## Classifiche
| Classifica (2019)     | Posizione massima |
| --------------------- | ----------------- |
| Argentina             | 70                |
| Bolivia               | 3                 |
| El Salvador           | 14                |
| Repubblica Dominicana | 4                 |